# Präferenztheorie (Hakim)
Die Präferenztheorie nach Catherine Hakim (* 1948) ist eine in den 1990er Jahren entwickelte Theorie, die unter anderem beansprucht, sinkende Geburtenraten zu erklären.

## Grundannahmen und Ergebnis
Den Ausgangspunkt für ihre Theorie sieht Hakim in fünf ökonomischen und sozialen Prozessen begründet, welche die Wahlmöglichkeiten der Frauen seit den 1960er Jahren stark erweitert hätten. Diese Entwicklungen eröffneten für Frauen neue, uneingeschränkte Wahlmöglichkeiten, wobei Hakim die Männer als homogene, auf den Beruf konzentrierte Gruppe voraussetzt: die Einführung der Antibabypille, das Herstellen von gleichen Zugangschancen für Frauen auf dem Arbeitsmarkt, die Ausweitung von Angestelltenberufen,
die Einführung / Ausweitung von Teilzeitarbeit und die zunehmende Bedeutung persönlicher Einstellungen, Werte und Präferenzen in Bezug auf Lebensstile in wohlhabenden modernen Gesellschaften.
Als Resultat zweier repräsentativer Bevölkerungsstudien in Großbritannien und Spanien ließen sich drei weibliche Präferenzen unterscheiden:
- Die erste Gruppe lege ihre Priorität auf Familie und Haushalt (home-centered). Ihr Anteil betrage im Mittel ca. 20 Prozent.
- Eine zweite Gruppe lege ihren Schwerpunkt auf den Beruf (work-centered). Ihr Anteil betrage im Mittel ca. 20 Prozent.
- Eine weitere Gruppe versuche, beide Modelle zu kombinieren, z. B. mittels Teilzeitarbeit (adaptive). Ihr Anteil betrage im Mittel ca. 60 Prozent.[1]

## Lebensstile und Geburtenraten
Nach Hakim haben die unterschiedlichen Präferenzen von Frauen auch Auswirkungen auf deren Geburtenraten. Eine britische Bevölkerungsstudie von 1999 ergab, dass die durchschnittliche Anzahl der noch zuhause wohnenden Kinder im Alter von unter 16 Jahren
- bei familienzentrierten Frauen 1,28 Kinder betrug
- bei Frauen, die Familie mit dem Beruf kombinierten, 1,02 Kinder betrug
- bei Frauen, die das auf den Beruf hin orientierte Modell bevorzugten, 0,61 Kinder betrug.[1]

Eine Folgestudie, in der Hakims Theorie anhand von Daten aus elf Ländern untersucht wurde, ergab in einer Vielzahl von Ländern einen Zusammenhang zwischen den Präferenzen von Frauen und der Zahl vorhandener Kinder. Dagegen konnte kein Zusammenhang zwischen bevorzugten Lebensstilen und beabsichtigten Geburten festgestellt werden. In einer weiteren Folgestudie konnte kein Zusammenhang zwischen Präferenzen und Geburten in der tschechischen Republik festgestellt werden.
Aus ihren Ergebnissen schlussfolgerte Hakim, dass die Heterogenität der Präferenzen auch unterschiedliche Anforderungen an die Politik stelle.
Diese solle, wenn sie die Geburtenrate steigern wolle, derjenigen Gruppe mehr Aufmerksamkeit und Unterstützung entgegenbringen, die Familie und Haushalt präferiere, da diese die meisten Kinder bekomme. Da jedoch der adaptive Typus weiterhin zunehme, sieht Hakim als Lösung der Probleme eine „home care allowance“, eine monetäre Zuwendung, die als Lohn für das Aufziehen der Kinder zu Hause oder für die Kinderbetreuung verwendet werden kann.
Hakim sieht die Tatsache, dass Frauen in bestimmten Berufen unterrepräsentiert sind, hauptsächlich darin begründet, dass etwa die Hälfte von Männern verglichen mit etwa 30 Prozent von Frauen ihren Fokus auf den Beruf richteten.

## Rezeption in der Politik
Etwa um das Jahr 2000 wurde der damalige Premierminister von Australien, John Howard, auf Hakims Präferenztheorie aufmerksam. In der Folgezeit hatte ihre Theorie, die beispielsweise im Zwischenbericht einer Regierungskommission zum Mutterschaftsurlaub erwähnt wurde, auch Einfluss auf die Politik der australischen Regierung im Hinblick auf Geburtenraten.

## Kritik
Ein zentraler Kritikpunkt ist der von Hakim angenommene kausale Zusammenhang zwischen Präferenzen und Verhalten: Laut Hakim verursachen Präferenzen Handlungen. Kritiker verweisen jedoch auf Forschungsergebnisse, die belegen sollen, dass Präferenzen durch die Umstände sowie das Verhalten der jeweiligen Person bedingt werden und nicht andersherum. Es könne daher sein, dass das Muttersein eine bestimmte Präferenz (etwa eine stärkere Kind- und Familienorientierung) bewirke und nicht, wie von Hakim behauptet, erst von dieser Präferenz verursacht werde.
McRae beanstandet, dass Hakim die situationsbedingten und strukturellen Bedingungen, die die Entscheidungen von Frauen beeinflussen und einschränken, nicht berücksichtige. Darüber hinaus ignoriere Hakim die Tatsache, dass Präferenzen im Laufe des Lebens einer Reihe von Veränderungen unterworfen seien. Laut Dooreward et al. (2004) und Tomlinson (2006) hängen die Entscheidungen von Frauen in Bezug auf Familie und Beruf von vielen Kontextfaktoren und nicht (nur) von Präferenzen ab. Demnach wirken sich die finanziellen Umstände und familiären Verpflichtungen von Frauen, ihre Arbeitssituation und Ausbildung, das Angebot an Kindertagesbetreuung sowie die Sozialpolitik des Landes entscheidend auf ihre familien- und berufsbezogenen Handlungen aus. Jon Elster und Amartya Sen reden in diesem Kontext auch von Adaptiven Präferenzen oder Einstellungen.
Andere Kritiker wenden ein, dass es entgegen Hakims Annahme nicht nur drei „Typen“ von Frauen gebe, die ihr Leben entlang jeweils einer von drei Präferenzen ausrichteten.
Kritisiert wurde auch Hakims Grundannahme von Männern als homogener Gruppe. So hat eine Metastudie der Humboldt-Universität Berlin u. a. eine Gruppe identifiziert, die sie als „neue Väter“ bezeichnet. Das bedeute nicht in einer völligen Rollenumkehr zu leben und „Hausmann“ zu werden, sondern nach einer die Geschlechter gleichstellenden Partnerschaft zu streben. Dazu gehöre auch im Dialog mit der Partnerin ihr die Möglichkeit ihrer Präferenzen zu lassen und die Verantwortlichkeit für Haushalt und Kindererziehung anzunehmen. Vgl. dazu auch: 

## Primärliteratur
- Catherine Hakim, Work-Lifestyle Choices in the 21st Century: Preference Theory (Oxford University Press, 2000). With a Preface by Anthony Giddens. ISBN 0-19-924210-0
- Catherine Hakim: A New Approach to Explaining Fertility Patterns: Preference Theory, in: Population and Development Review 29(3), S. 349–374.

## Weiterführende Literatur
- Rosemary Crompton und Clare Lyonette: The new gender essentialism – domestic and family 'choices' and their relation to attitudes. In: The British Journal of Sociology. 56, Nr. 5, 2005, S. 601–620. doi:10.1111/j.1468-4446.2005.00085.x
- James Doughney und Mary Leahy: Women, Work and Preference Formation: A Critique of Catherine Hakim's Preference Theory (PDF; 234 kB). In: Journal of Business Systems, Governance and Ethics. 1, Nr. 1, 2006, S. 37–48.
- Man Yee Kan: Work Orientation and Wives' Employment Careers. An Evaluation of Hakim's Preference Theory. In: Work and Occupations. 34, Nr. 4, 2007, S. 430–462. doi:10.1177/0730888407307200
- Karina M. Shreffler und David R. Johnson (2012). Fertility Intentions, Career Considerations and Subsequent Births: The Moderating Effects of Women’s Work Hours. In: Journal of Family and Economic Issues, 22. August 2012